# Banovine du Danube
1929–1941
Entités suivantes :
- Gouvernement de salut national (1941)
- République populaire de Serbie (1943)

La banovine du Danube ou banat du Danube (en serbe cyrillique : Дунавска бановина ; en serbe latin et en croate : Dunavska banovina ; en hongrois : Dunai Bánság ; en allemand : Donau-Banschaft) était une subdivision administrative du royaume de Yougoslavie entre 1929 et 1941. Elle s'étendait sur les régions géographiques de la Syrmie, de la Bačka, du Banat, de la Baranja, de la Šumadija (Choumadie) et de Braničevo. Son chef lieu était Novi Sad. Elle devait son nom au fleuve du Danube qui la traversait.

## Histoire

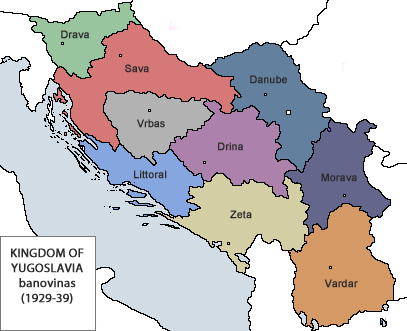
Les banovines du royaume de Yougoslavie en 1929

Le royaume des Serbes, Croates et Slovènes a été formé en 1918, à la suite de la Première Guerre mondiale ; entre 1918 et 1922 il était divisé en comitats et en districts, puis entre 1922 et 1929, il fut subdivisé en oblasts. En 1929, le nom du pays changea à l'initiative du roi Alexandre Ier et il devint le royaume de Yougoslavie ; le 3 octobre 1929 la loi d'organisation administrative du royaume fut promulguée et de nouvelles unités administratives furent créées, portant le nom de banovines ; l'ensemble du pays fut divisé en 9 de ces banovines, dont la banovine du Danube.
En 1931, les districts de Mitrovica et de Šid furent transférés de la banovine de la Drina à celle du Danube.
En 1939, après la création de la banovine de Croatie, les districts de Šid et d'Ilok y furent transférés.
En 1941, les puissances de l'Axe occupèrent la banovine du Danube. La Bačka et la Baranja furent rattachées à la Hongrie, la Syrmie à l'État indépendant de Croatie et le reste de l'ancien territoire à la Serbie occupée par les nazis ; jusqu'à la fin de 1941, la banovine eut comme capitale Smederevo.
Après la Seconde Guerre mondiale, les autorités communistes créèrent sur son ancien territoire la province autonome de Voïvodine, avec comme chef lieu Novi Sad ; la nouvelle province englobait les régions de Syrmie, du Banat et de la Bačka ; les régions de Šumadija et de Braničevo furent intégrées à la Serbie centrale ; ces deux entités appartenaient à la république socialiste de Serbie. La région de la Baranja, quant à elle, fut intégrée à la république socialiste de Croatie.

## Population
Selon le recensement de 1931, la banovine du Danube comptait 2 387 495 habitants, dont 56,9 % de Serbes et de Croates, 18,2 % de Hongrois et 16,3 % d'Allemands[réf. nécessaire].

## Villes
Parmi les villes les plus importantes de la banovine du Banube figuraient :
- Novi Sad
- Subotica
- Petrovgrad (aujourd'hui Zrenjanin)
- Sombor
- Velika Kikinda (aujourd'hui Kikinda)
- Mitrovica (aujourd'hui Sremska Mitrovica)
- Kragujevac
- Smederevo
- Požarevac.

## Politique

### Bans
À la tête de la banovine se trouvait un ban. La liste ces bans est la suivante :
- Daka Popović (1929–1930)
- Radoslav Dunjić (1930)
- Svetomir Matić (1930–1931)
- Milan Nikolić (1931–1933)
- Dobrica Matković (1933–1935)
- Milojko Vasović (1935)
- Svetislav Paunović (1935–1936)
- Svetislav Rajić (1936–1939)
- Jovan Radivojević (1939–1940)
- Branko Kijurina (1940–1941)
- Milorad Vlaškalin (1941)